# Filmworks I: 1986-1990
 (novembre 2023).
Filmworks I: 1986-1990 est un album de John Zorn paru en 1991 sur le label japonais Wave, puis sur Nonesuch en 1992, et réédité en 1997 par Tzadik. Il présente les premières musiques de films composées par John Zorn. Les trois films en question sont : White and Lazy (1986) de Rob Schwebber; The Golden Boat (1990) de Raul Ruiz; She Must Be Seeing Things (1986) de Sheila McLaughlin. S'y ajoute un arrangement de la pièce The Good, The Bad and The Ugly de Ennio Morricone.

## Titres
|       | White And Lazy                  |      |
| 1.    | Main Title                      | 0:55 |
| 2.    | Homecoming                      | 1:15 |
| 3.    | The Heist                       | 3:20 |
| 4.    | Meat Dream                      | 1:15 |
| 5.    | Phone Call                      | 0:50 |
| 6.    | End Title                       | 1:59 |
|       | he Golden Boat                  |      |
| 7.    | Fanfare                         | 0:30 |
| 8.    | Theme                           | 2:59 |
| 9.    | Jazz I                          | 2:51 |
| 10.   | Horror Organ                    | 1:06 |
| 11.   | Mexico                          | 1:56 |
| 12.   | Mood                            | 3:17 |
| 13.   | Rockabilly                      | 2:01 |
| 14.   | Slow                            | 2:47 |
| 15.   | Jazz Oboes                      | 2:33 |
| 16.   | The Golden Boat (Turntable Mix) | 2:58 |
| 17.   | End Titles                      | 2:53 |
|       | The Good, The Bad And The Ugly  |      |
| 18.   | The Good, The Bad And The Ugly  | 1:04 |
|       | She Must Be Seeing Things       |      |
| 19.   | Main Title                      | 1:04 |
| 20.   | Swirling Shot                   | 1:20 |
| 21.   | Homecoming                      | 3:22 |
| 22.   | Catalina Flash                  | 0:28 |
| 23.   | Seduction                       | 4:54 |
| 24.   | Sex Shop Boogaloo               | 2:47 |
| 25.   | Catalina Escapes                | 1:11 |
| 26.   | Worms                           | 1:04 |
| 27.   | Death Waltz Fantasy             | 1:24 |
| 28.   | Following Sequence              | 3:03 |
| 29.   | Movie Set                       | 1:20 |
| 30.   | Climax                          | 2:55 |
| 31.   | Going To Dinner                 | 2:38 |
| 32.   | End Titles                      | 3:27 |
| 67:26 |                                 |      |

## Personnel
White And Lazy
- Robert Quine - guitare
- Arto Lindsay - guitare, voix
- Melvin Gibbs - basse
- Anton Fier - batterie
- Carol Emanuel - harpe
- David Weinstein - claviers
- Ned Rothenberg - clarinette basse

The Golden Boat
- Vicki Bodner - hautbois
- John Zorn - saxophone alto
- Robert Quine - guitare
- Anthony Coleman - claviers
- Carol Emanuel - harpe
- David Shae - platine, voix
- Mark Dresser - basse
- Cyro Baptista - percussions brésiliennes
- Bobby Previte - batterie, marimba

The Good, The Bad And The Ugly
- Robert Quine - guitare
- Bill Frisell - guitare
- Fred Frith - basse
- Wayne Horvitz - orgue Hammond
- David Weinstein - claviers
- Carol Emanuel - harpe
- Bobby Previte - batterie, percussions, voix

She Must Be Seeing Things
- Shelley Hirsch - voix
- John Zorn - saxophone alto
- Marty Ehrlich - saxophone ténor, clarinette
- Tom Varnet - cor français
- Jim Staley - trombone
- Bill Frisell - guitare
- Carol Emanuel - harpe
- Anthony Coleman - piano, orgue, celesta, clavecin
- Wayne Horvitz - orgue Hammond, piano, DX7
- David Weinstein - mirage, clavier CZ101
- David Hofstra - basse
- Naná Vasconcelos - percussions brésiliennes
- Bobby Previte - batterie, percussion, vibraphone, timpani, glockenspiel